# East of Eden (livro)
East of Eden (A Leste do Éden, no Brasil – A Leste do Paraíso, em Portugal) é uma obra literária de John Steinbeck, publicado originalmente em 1952, considerado por muitos como um clássico da literatura norte-americana.
A Leste do Éden conta a história de duas famílias no Vale do Salinas, na Califórnia, os Hamilton e os Trask, e como elas se relacionam. Além de uma acurada descrição socio-geográfica, o tema recorrente do livro é a capacidade de escolha entre o bem e o mal como atributo humano fundamental.
A família Hamilton é baseada na vida real de Samuel Hamilton, avô materno de Steinbeck. O jovem John Steinbeck também aparece brevemente no livro como um personagem secundário.
Em 1955 o livro foi adaptado ao cinema, no filme East of Eden, de Elia Kazan. Foi escolhido pela apresentadora Oprah Winfrey para reabrir seu clube do livro (Oprah's Book Club).

## Resumo
O cenário inicial da história é o Vale do Salinas, na Califórnia, entre o início do século XX e o fim da Primeira Guerra Mundial, embora alguns capítulos sejam ambientados em Connecticut e Massachusetts, e a história abranja fatos da Guerra Civil Americana.
No começo do livro, antes de introduzir os personagens, John Steibeck descreve com detalhes o cenário do Vale do Salinas, na região central da Califórnia.
Então ele narra a história do caloroso inventor e fazendeiro Samuel Hamilton e sua mulher Liza, imigrantes da Irlanda. Ele descreve como eles criaram seus nove filhos em pedaço de terra árido e infértil. À medida que as crianças foram crescendo e saindo de casa, um forasteiro rico, Adam Trask, comprou o melhor rancho do vale.
A vida de Adam Trask é vista em um longo flashback, relatando sua tumultuada infância no rancho de Connecticut, sua criação rigorosa e sua relação problemática com o irmão mais novo Charles. Ainda jovem, Adam foi para as forças armadas, antes de desengajar e perambular pelo país. Ele foi preso por "vagabundagem", escapou do trabalho forçado e roubou uma loja roupas para se disfarçar. Mais tarde ele enviou uma mensagem ao irmão Charles para pagar as roupas. Depois de finalmente voltar para casa, Charles revelou que seu pai havia morrido e deixado uma herança de 50.000 dólares para cada.
Paralelamente, Steinbeck narra a história de Cathy Ames. Ela é descrita como "um monstro", sem sensibilidade e sem consciência. Desde pequena, após um nebuloso incidente com meninos, ela utiliza sua sexualidade para manipular e controlar os homens. Mantêm um relacionamento de aparente servidão com um cafetão, sendo depois violentamente espancada por ele e abandonada quase morta na porta dos irmãos Trask. Embora Charles a rejeite, Adam se apaixona e se casa com ela, mesmo sem conhecer seu passado.
Recém casado e rico, Adam chega ao Vale do Salinas e se estabelece com a mulher grávida, perto do rancho dos Hamilton. Cathy não quer ser mãe nem ficar na Califórnia, mas Adam se mostra tão feliz com sua nova vida que não percebe haver qualquer problema. Pouco depois Cathy dá à luz a gêmeos, com a ajuda de Samuel Hamilton. Quando o vizinho volta para o seu rancho deixando o casal a sós, ela acerta um tiro no ombro de Adam e foge de casa, abandonando-o com os recém nascidos. Adam se recupera do ombro, mas cai em uma depressão profunda. Ele consegue superar as dificuldades o bastante para, novamente com a ajuda do vizinho Samuel e com apoio do cozinheiro chinês Lee, dar nome a seus filhos e cuidar deles.
Lee, o cozinheiro chinês tem personagem bem desenvolvido. Embora assuma o estereótipo do empregado de famílias ricas da Califórnia, ele é na verdade um homem refinadamente educado. Ele se torna mais que um empregado de Adam Trask, vindo a ser um amigo e membro da família. Lee, Adam e Samuel têm conversas filosóficas e uma delas se destaca pela importância para os três: uma discussão sobre a história bíblica de Caim e Abel, que Lee afirma ter sido incorretamente traduzida para a língua inglesa. Lee conta como seus parentes em São Francisco, um grupo de estudiosos chineses, estudaram a língua hebraica e descobriram a verdadeira lição moral da história de Caim e Abel: o livre arbítrio.
Enquanto isso, Cathy se torna uma prostituta no bordel mais famoso da cidade de Salinas. Usando o apelido "Kate", se lança num traiçoeiro plano para assassinar a dona do bordel e herdar toda sua propriedade. Transforma então o bordel num verdadeiro antro de dominação satânica, não guardando qualquer remorso sobre os filhos que ela abandonou, nem temendo que Adam a reencontre.
Caleb e Aron, os filhos de Adam Trask-Inspirados em Caim e Abel - crescem sem saber da situação de sua mãe. Ainda bastante jovem, Aron conhece Abra durante uma visita de seus pais ao rancho dos Trask e os dois se apaixonam. Abra escuta furtivamente que existem rumores sobre a mãe dos garoto estar viva e viver em Salinas.
Samuel Hamilton, bastante conhecido e admirado na região vem a falecer e é lembrado por todos.Aron, com sua visão idealista do mundo se alista nas forças armadas e vai para a guerra. Ele é morto numa batalha no último ano do conflito e, quando Lee dá a notícia para o pai, Adam sofre um ataque do coração. O livro termina com ele acamado dando a bênção para o outro filho Caleb usando a palavra Timchel.

## Personagens

### Família Trask
Cyrus Trask- É o patriarca da família, que cometeu o "pecado original" determinante para o enredo do livro. O pai cruel dos irmãos Adam e Charles se estabelece sobre o seu registro como um herói da Guerra Civil e os ganhos de um importante trabalho de administração em Washington DC. Sua confortável situação lhe permite deixar uma herança de 100.000 dólares para os filhos.
Mrs. Trask - A primeira esposa de Cyrus, Mrs. Trask, mãe de Adam, é profundamente religiosa, mas comete suicídio logo após o marido voltar da guerra civil e a infectar com gonorreia.
Alice Trask - Alice Trask é mãe de Charles e madrasta de Adamn. Ela raramente conversa. É bem-humorada quando está sozinha. Adam lhe deixa presentes carinhosos, que ela acredita serem do seu filho, Charles.
Adam Trask - Protagonista das primeiras partes do livro, Adam Trask é benevolente e profundamente honesto. Ele se desenvolve no transcorrer do livro de um jovem sonhador e sem direção certa a um homem com vivacidade e maturidade cuidando responsavelmente de seus filhos. 

## Temas principais
O livro explora os temas da depravação, benevolência, amor, ódio e a luta para a aceitação, a grandeza e a capacidade de auto-destruição. Aborda também o tema da culpa e da liberdade. Entrelaça esses temas com referências bíblicas e paralelos com o Livro do Génesis. Em especial com o capítulo 4, a história de Caim e Abel.
Algumas passagens em que há esse paralelo:
| Livro de Gênesis, Caim and Abel                                                    | East of Eden, Charles e Adam | East of Eden, Caleb e Aron                                                                         |
| ---------------------------------------------------------------------------------- | --- | -------------------------------------------------------------------------------------------------- |
| Cain é um "trabalhador da lavoura"; Abel is a "pastor de ovelhas" (Gen. 4:2, VPI). | Charles é um fazendeiro que trabalha diligentemente após receber considerável herança do pai, Cyrus. Adam apascenta seus sonhos                                                | Caleb investe em sementes de feijão. Aron se torna padre (que são pastores que cuidam do rebanho). |
| Deus rejeita o presente de Caim, preferindo a ovelha de Abel (Gen. 4:3, VPI).      | Cyrus prefere o presente de seu filho Adam (um filhote de cachorro que encontrou) ao presente de seu outro filho, Charles (um canivete que Charles comprou com muito esforço). | |
| Após ser rejeitado por Deus, Caim mata Abel (Gen. 4:8, VPI).                       | Após ser rejeitado por seu pai, Charles ataca Adam e o espanca até quase o matar.                                                                                              | |
| Deus põe uma marca em Caim para livrá-lo de ser morto (Gen. 4:15, VPI).            | | |
| Caim é o único com descendentes.                                                   | | Aron morre na guerra e Caleb é o único capaz de continuar e ter filhos.                            |

## SobreEast of Eden
Depois de escrever o livro, Steinbeck cogitou em vários títulos, incluindo "O Vale do Salinas", mais aplicável ao início do livro, "Meu vale", por sugestão de um empresário do Texas lhe sugerir algo mais universal, "Descendo ao vale" e, depois de decidir assumir a alusão bíblica no título "A marca de Caim".